# Yves Rosset
 (février 2023).
Yves Rosset, né le 30 novembre 1965 à Lausanne, est un écrivain vaudois.

## Biographie
Yves Rosset obtient une licence en psychologie en 1989 à l'université de Genève. Il travaille comme cuisinier puis comme barman à Berlin. Il écrit un mémoire en littérature comparée à l'université libre de Berlin, sur le thème de la guerre dans À la recherche du temps perdu de Marcel Proust. Il collabore au quotidien Die Tageszeitung et fait de la traduction dans les domaines de l'art contemporain et du cinéma.
Sa chronique Aires de repos sur l'autoroute de l'information reçoit le Prix Georges-Nicole ex-æquo en 2001 avec Thierry Luterbacher. Cette distinction entraîne la publication du texte chez Bernard Campiche éditeur.
Il obtient le Prix FEMS 2002 pour un projet d'écriture en voyage. En 2004, il est l'auteur d'un texte publié dans Les Mots des cimes recueil de nouvelles et textes courts écrits dans le cadre du projet pluridisciplinaire Paysages en poésie. En 2005, Yves Rosset publie Les oasis de transit.

## Publications
- 1995 : Traces of a first call, in Operator No l, Berlin
- 2001 : « Les moyens du bord », in Laurent Goei, The debut album, Memory/Cage Editions, Zürich
- 2001 : « Avant l’éclipse », in Revue Écriture n°57, Lausanne
- 2001 : « Solstice d’hiver (clone l) », in Revue Écriture No 58, Lausanne
- 2003 : « Aires de repos sur l’autoroute de l’information », Bernard Campiche éditeur. (Prix Georges-Nicole)
- 2003 : « Lettres à Elil », in Yves Rosset, FEMS
- 2004 : « Croire quelques minutes (à autre chose) », in Syncrétisme, Éditions visarte vaud, Lausanne
- 2004 : « Mes Diablerets crachent leur colère sur le drapeau helvète lorsqu’il est volé par un riche propriétaire », in Les Mots des Cimes, Éd. Regards du Monde
- 2005 : « Compter jusqu’à cent quarante et un », in Chiffres, Éditions Visarte.Vaud, Lausanne
- 2005 : « Elil, sa vie, elle est fuite de mots » In Philosophisches Wörterbuch, peintures de Claudia Renna, art&fiction,
- 2006 : « Les oasis de transit », Bernard Campiche Éditeur.
- 2008 : « Parfois, Elil », in Le Courrier du 20 sept. 2008
- 2010 : « Copie du carnet 56 », in Mode de vie, art&fiction

## Prix et distinctions
- 1999 : Bourse Erasmus et séjour à Paris
- 2001 : Prix Georges-Nicole
- 2002 : Prix Fems